# Litteraturåret 1867

## Priser och utmärkelser
- Kungliga priset – Gustaf Henrik Mellin
- Letterstedtska priset för översättningar – Carl Wilhelm Böttiger för hans översättningar av Dante och Tasso

## Nya böcker

### Översikter
- Svensk litteratur-tidskrift 1867, utgiven av Carl Rupert Nyblom i Uppsala.

### A – G
- Den hoppande grodan och andra humoresker av Mark Twain

### H – N
- Krig och fred (del 1–4, 1867–69) av Lev Tolstoj
- La voix de Guernsey av Victor Hugo

### O – Ö
- Peer Gynt, drama av Henrik Ibsen
- Thérèse Raquin av Émile Zola

## Födda
- 10 april – George William Russell (död 1935), irländsk poet och målare.
- 5 maj – Birger Mörner af Morlanda (död 1930), svensk greve, diplomat och författare.
- 7 maj – Władysław Reymont (död 1925), polsk författare, nobelpristagare 1924.
- 28 juni – Luigi Pirandello (död 1936), italiensk författare, nobelpristagare 1934.
- 14 augusti – John Galsworthy (död 1933), brittisk författare, nobelpristagare 1932.
- 23 augusti – Marcel Schwob (död 1905), fransk författare.
- 17 september – Masaoka Shiki (död 1902), japansk haiku- och tankamästare.
- 24 december – Axel Klinckowström (död 1936), svensk vetenskapsman, forskningsresande och författare.

## Avlidna
- 25 april – Isak Georg Stenman, 51, svensk författare.
- 15 juni – Peter Andreas Jensen, 54, norsk präst och författare.
- 31 augusti – Charles Baudelaire, 46, fransk poet, essäist och litteraturkritiker.